# Arnau Puigmal
Arnau Puigmal, né le 10 janvier 2001 à Barcelone en Espagne, est un footballeur espagnol qui évolue au poste de milieu central à l'UD Almería.

## Biographie

### En club
Né à Barcelone en Espagne, Arnau Puigmal commence le football au PB Sant Cugat avant d'être formé par l'Espanyol de Barcelone. Le 19 mai 2017 est annoncé l'arrivée de Puigmal en Angleterre, le joueur signant en faveur de Manchester United.
En juin 2021 Manchester United annonce le départ de huit joueurs, laissés libre par le club, et Puigmal en fait partie.
Le 9 juillet 2021, Arnau Puigmal s'engage librement avec l'UD Almería. 
Il joue son premier match en professionnel avec cette équipe, lors la première journée de la saison 2021-2022 de deuxième division espagnole face au FC Cartagena, le 16 août 2021. Il entre en jeu en cours de partie à la place de Largie Ramazani ce jour-là, et son équipe l'emporte par trois buts à un,. Puigmal inscrit son premier but le 24 octobre 2021, face au CD Mirandés. Il est titulaire et son équipe s'impose (1-4 score final).
Le 31 janvier 2024, Arnau Puigmal rejoint le Elche CF sous la forme d'un prêt jusqu'à la fin de la saison. Le club dispose d'une option d'achat sur le joueur.

### En sélection nationale
Arnau Puigmal représente l'équipe d'Espagne des moins de 17 ans de 2017 à 2018 pour un total de dix matchs et un but marqué. Avec cette sélection il participe notamment au championnat d'Europe des moins de 17 ans en 2018. Il joue quatre matchs, tous en tant que titulaire lors de ce tournoi organisé en Angleterre. Son équipe est éliminée en quarts de finale par la Belgique sur le score de deux buts à un.
Arnau Puigmal représente l'équipe d'Espagne des moins de 19 ans de 2019 à 2020 pour un total de trois matchs joués.